# Saison 2003-2004 du Racing Club de Lens
Maillots
Dernière mise à jour : 24 novembre 2013.
Chronologie
Saison précédente Saison suivante
La saison 2003-2004 du Racing Club de Lens est la 13e saison consécutive du club en Ligue 1. Après avoir terminé à la 8e place lors de la saison précédente, place normalement qualificative pour la Coupe Intertoto, le club est finalement qualifié pour la Coupe UEFA en vertu de sa première place au Challenge du fair-play de Ligue 1, la France ayant été tirée au sort par l'UEFA pour bénéficier d'une place supplémentaire en Coupe UEFA.

## Résultats

### Championnat
Bilan :
- 8e, 15 V, 8 N, 15 D, 34 BP, 48 BC, -14.
- 16e attaque, 14e défense, 15e meilleure différence.
- Meilleur buteur : Daniel Moreira, 8 buts (24e)

## Statistiques

### Forme en championnat
| Journée   | 01  | 02  | 03  | 04 | 05 | 06 | 07 | 08  | 09  | 10  | 11 | 12 | 13 | 14 | 15 | 16 | 17 | 18 | 19 | 20 | 21  | 22  | 23  | 24  | 25  | 26  | 27  | 28 | 29 | 30 | 31 | 32 | 33 | 34 | 35 | 36 | 37 | 38 |
| --------- | --- | --- | --- | -- | -- | -- | -- | --- | --- | --- | -- | -- | -- | -- | -- | -- | -- | -- | -- | -- | --- | --- | --- | --- | --- | --- | --- | -- | -- | -- | -- | -- | -- | -- | -- | -- | -- | -- |
| Terrain   | D   | E   | D   | E  | D  | E  | D  | E   | D   | E   | D  | E  | D  | E  | D  | E  | D  | E  | E  | D  | E   | D   | E   | D   | E   | D   | E   | D  | E  | D  | E  | D  | E  | D  | E  | D  | D  | E  |
| Résultats | N   | D   | V   | V  | V  | D  | V  | D   | D   | D   | V  | V  | V  | D  | V  | V  | D  | D  | D  | N  | D   | V   | D   | V   | N   | N   | V   | N  | N  | V  | D  | N  | D  | N  | V  | D  | V  | D  |
| Points    | 1   | 1   | 4   | 7  | 10 | 10 | 13 | 13  | 13  | 13  | 16 | 19 | 22 | 22 | 25 | 28 | 28 | 28 | 28 | 29 | 29  | 32  | 32  | 35  | 36  | 37  | 40  | 41 | 42 | 45 | 45 | 46 | 46 | 47 | 50 | 50 | 53 | 53 |
| Place     | 12e | 17e | 12e | 8e | 5e | 9e | 6e | 10e | 11e | 14e | 9e | 6e | 5e | 8e | 6e | 6e | 7e | 7e | 8e | 9e | 10e | 10e | 10e | 10e | 10e | 10e | 10e | 9e | 9e | 8e | 8e | 8e | 9e | 9e | 8e | 9e | 8e | 8e |

Source : « Résumé de la saison 2003/2004 du RC Lens », sur sitercl.com (consulté le 24 novembre 2013)

Terrain : D = Domicile ; E = Extérieur. Résultat: D = Défaite ; N = Nul ; V = Victoire.

### Buteurs et passeurs
| Joueur                  | Buts | Buts | Buts | Buts | Buts  | Passes décisives | Passes décisives | Passes décisives | Passes décisives | Passes décisives |
| Joueur                  | BCH  | BCF  | BCL  | BCE  | Total | PCH              | PCF              | PCL              | PCE              | Total            |
| ----------------------- | ---- | ---- | ---- | ---- | ----- | ---------------- | ---------------- | ---------------- | ---------------- | ---------------- |
| Daniel Moreira          | 8    | 1    | 0    | 2    | 11    | 4                | 0                | 3                | 0                | 7                |
| Charles-Édouard Coridon | 6    | 1    | 0    | 1    | 8     | 1                | 0                | 0                | 0                | 1                |
| Olivier Thomert         | 5    | 0    | 0    | 0    | 5     | 6                | 0                | 0                | 0                | 6                |
| John Utaka              | 4    | 0    | 1    | 2    | 7     | 3                | 0                | 0                | 2                | 5                |
| Dagui Bakari            | 4    | 0    | 0    | 2    | 6     | 1                | 0                | 0                | 2                | 3                |
| Papa Bouba Diop         | 3    | 0    | 0    | 2    | 5     | 0                | 0                | 0                | 0                | 0                |
| Adama Coulibaly         | 1    | 0    | 0    | 1    | 2     | 0                | 0                | 0                | 0                | 0                |
| Wagneau Eloi            | 1    | 0    | 0    | 0    | 1     | 0                | 0                | 0                | 0                | 0                |
| Martin Ekani            | 1    | 0    | 0    | 0    | 1     | 0                | 0                | 0                | 0                | 0                |
| Mounir Diane            | 1    | 0    | 0    | 0    | 1     | 0                | 0                | 0                | 0                | 0                |
| Jacek Bąk               | 0    | 0    | 1    | 0    | 1     | 0                | 0                | 0                | 0                | 0                |
| Cyril Rool              | 0    | 0    | 1    | 0    | 1     | 0                | 0                | 0                | 0                | 0                |
| Rod Fanni               | 0    | 0    | 0    | 1    | 1     | 1                | 0                | 0                | 0                | 1                |
| Benoît Assou-Ekotto     | 0    | 0    | 0    | 0    | 0     | 1                | 0                | 0                | 0                | 1                |
| Patrick Barul           | 0    | 0    | 0    | 0    | 0     | 1                | 0                | 0                | 0                | 1                |
| Ibrahima N'Diaye        | 0    | 0    | 0    | 0    | 0     | 0                | 1                | 0                | 0                | 1                |
| Pape Sarr               | 0    | 0    | 0    | 0    | 0     | 0                | 0                | 0                | 1                | 1                |
| Daouda Jabi             | 0    | 0    | 0    | 0    | 0     | 0                | 0                | 0                | 1                | 1                |
| Total club              | 34   | 2    | 3    | 11   | 50    | 18               | 1                | 3                | 6                | 28               |

### Affluences
Le RC Lens connaît en cette saison 2003-2004 de Ligue 1 une baisse du nombre d'abonnés de 13% par rapport à la saison précédente, pour un chiffre définitif de 23 514, ce qui le place en deuxième position du classement des clubs français derrière l'Olympique de Marseille (44 516) et devant l'Olympique lyonnais (22 547).
Lors de cette saison pourtant compliquée sur le plan du jeu et au regard du classement du club, les supporters répondent globalement présents en championnat, l'affluence ne descendant jamais en dessous de la barre des 30 000 spectateurs. L'affluence moyenne du stade Bollaert s'établit à 34 822 spectateurs en championnat, avec deux pics au-dessus de la barre des 40 000 spectateurs :
- le 17 août 2003 à l'occasion de la réception de l'Olympique de Marseille pour le compte de la 3e journée de Ligue 1 (40 445, record du club pour la saison 2003-2004) ;
- et le 10 avril 2004 à l'occasion de la réception de l'AS Monaco pour le compte de la 34e journée de Ligue 1 (40 010).

Notons également que les deux autres meilleures affluences correspondent aux deux grands rendez-vous de la saison, face aux voisins de Lille pour le derby du Nord et face aux rivaux du PSG.
Affluence du Racing Club de Lens à domicile